# Actividad biológica
La actividad farmacológica o actividad biológica son los efectos benéficos o adversos de una droga sobre la materia viva. Cuando la droga es una mezcla química compleja, esta actividad es ejercida por los principios activos de la sustancia o farmacóforos pero puede ser modificado por los otros constituyentes. La principal clase de actividad biológica es la toxicidad de la sustancia. La actividad es generalmente dependiente de la dosis y no es común que tenga efectos en un rango de benéficos a adversos para una sustancia cuando va de bajas a altas dosis. La actividad depende críticamente en el cumplimiento de los criterios de ADME.
Considerando que un material se considera bioactivo si tiene una interacción con o efectos sobre cualquier tejido celular en el cuerpo humano, la actividad farmacológica es usualmente tomada para describir efectos benéficos, i.e. los efectos de drogas candidatas. 